# Au Péri

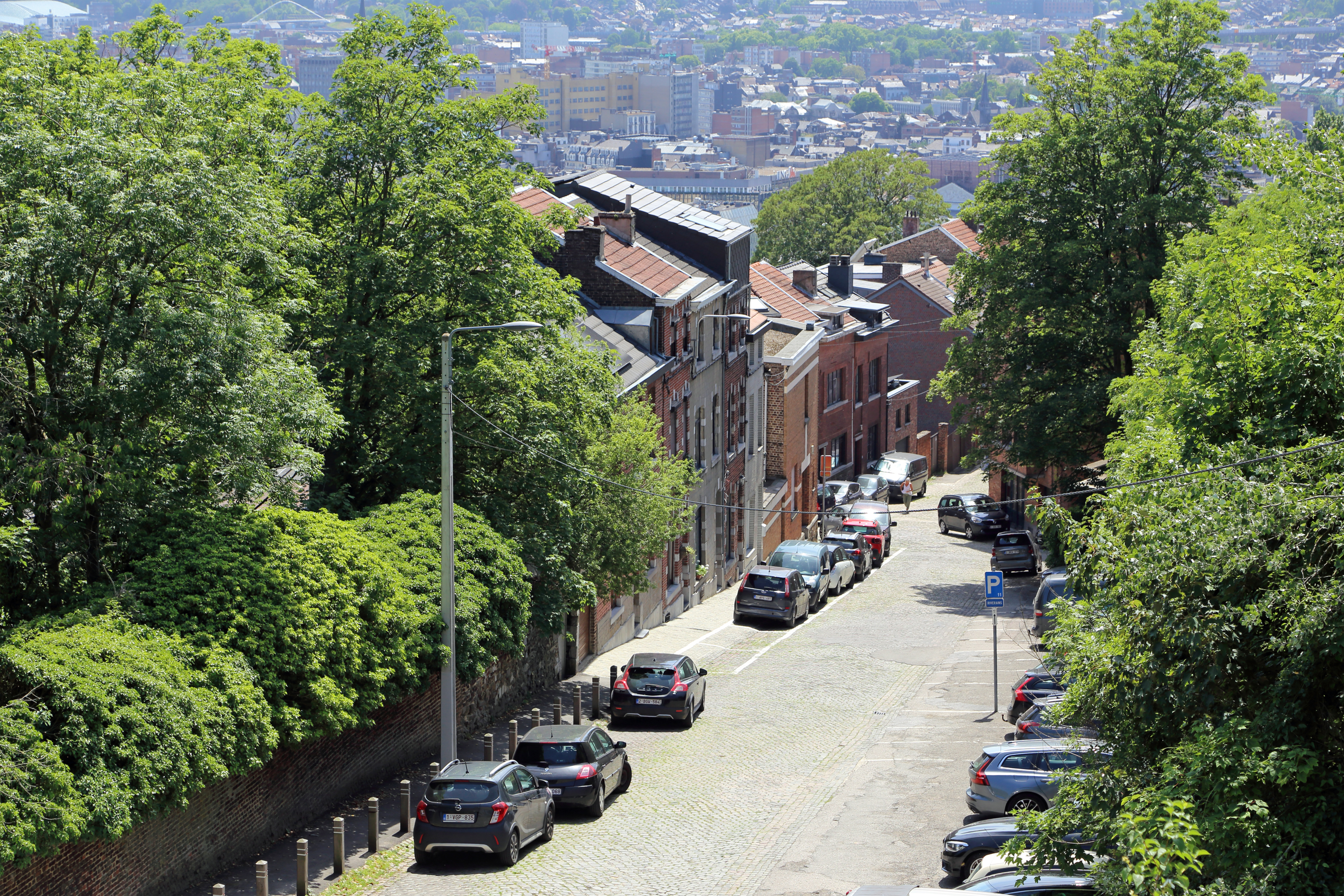
Au Péri, vu depuis le monument au 14e Régiment de Ligne

Au Péri, parfois orthographié à tort « Au Péry », est une rue pittoresque du quartier de Pierreuse à Liège.

## Toponymie
En wallon péri signifie « carrière de pierre ». Son origine est identique à une des deux toponymies possibles de la rue Pierreuse voisine.

## Situation et topographie
Au départ de la rue Pierreuse, elle présente rapidement — dès la Cour des Minimes dépassée — un escalier de 58 mètres. C'est à cet endroit qu'elle est la plus étroite.

## Historique
Lorsque, aux environs de l'an mille, Notger, le premier prince-évêque de Liège, fait bâtir la première enceinte fortifiée de la ville, les pierres sont extraites de carrières ouvertes le long de l'actuelle rue Pierreuse et plus particulièrement Au Péri.
Jusqu'au XIXe siècle, après être bordée de quelques habitations jusqu'au pied de l'escalier — qui n'existait pas en tant que tel auparavant — , ce n'est plus qu'une tchèråvôye (« voie pour charrettes » en wallon) de desserve pour les vignobles et les vergers des différents ordres religieux installés au pied des Coteaux de la Citadelle jusqu'à rejoindre cette citadelle.
Avec la révolution industrielle apparue pendant la seconde moitié du XIXe siècle et surtout grâce à la réalisation de la Montagne de Bueren en 1880, la rue se couvre de petites maisons pour ouvriers.

## Lieux d'intérêt
- ruines du couvent des Minimes et Coteaux de la Citadelle,
- Montagne de Bueren,
- terrain d'aventure du Péri,
- différents points de vue sur la ville.

### Monument au14eRégiment de Ligne

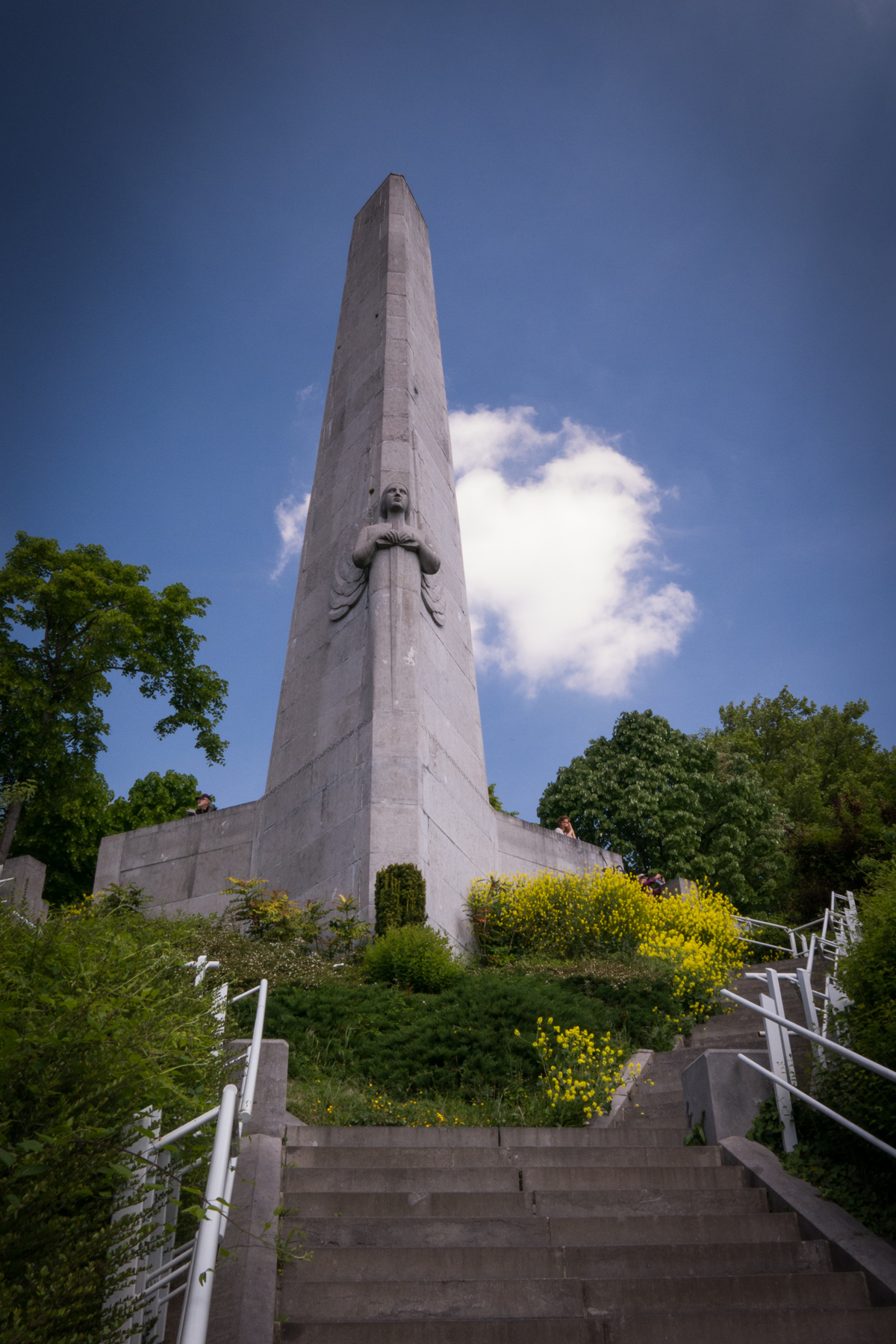
Le Monument au 14e Régiment de Ligne vu depuis le Péri

Le Monument au 14e Régiment de Ligne (appelé également Monument des Fusillés des Remparts de la Citadelle) est une œuvre monumentale du sculpteur Edmond Falise, se trouvant au pied de la citadelle de Liège au croisement du boulevard du Troisième Génie et du Péri en haut de la Montagne de Bueren.

## Voiries adjacentes
Au départ de la rue Pierreuse vers le chemin de la Citadelle :
- Cour des Minimes,
- différentes impasses au nom éponyme de la rue,
- Montagne de Bueren.